# سیالیدوز
سیالیدوز که با نام موکولیپیدوز نوع یک (به انگلیسی: Sialidosis) نیز خوانده می‌شود، نوعی اختلال متابولیسم لیزوزومی است.

## علائم بالینی
زمان تولد و دوره نوزادی: طبیعی.
دوره شیرخوارگی: نوع شدید شیرخوارگی در کمتر از ۶ ماهگی با یافته‌های صورت خشن، کری، بزرگی سر، کوتاهی قد، کدورت قرنیه و عدسی، لکه قرمز آلبالویی در ماکولا، فتق، عقب ماندگی ذهنی، علائم عصبی پیشرونده، تشنج، کاهش تونوس عضلانی، گرفتاری کلیه، ورم و بزرگی کبد و طحال تظاهر می‌کند. در این نوع، مرگ در ۱ تا ۷ سالگی رخ می‌دهد. نوع شیرخوارگی خفیف یا موکولیپیدوز نوع یک، در ۱ تا ۳ سالگی با علائم نوع شدید بعلاوه میوکلونوس، عدم تعادل و اسپاستیسیتی، بدون گرفتاری کلیه و با کاهش سرعت هدایت عصبی مشخص می‌شود. در این نوع مرگ در ۱۰ تا ۲۰ سالگی. در هر دو نوع شیرخوارگی دیسوستوزیس مالتی پلکس دیده شود.
دوره نوجوانی یا بزرگسالی: نوع بزرگسالی در سنین ۱۰ تا ۲۰ سالگی با کدورت عدسی،  لکه قرمز آلبالویی در ماکولا، عقب ماندگی ذهنی، علائم عصبی پیشرونده، میوکلونوس، عدم تعادل، اسپاستیسیتی، تشنج و کاهش تونوس عضلانی تظاهر می‌کند.

## نقص آنزیم
نقص در آنزیم سیالیداز (آلفا نورامینیداز).

## توارث ژنتیکی
اتوزومی مغلوب.

## میزان بروز
نادر.

## روش تشخیص
- بررسی آنزیم: در فیبروبلاستها
- کروماتوگرافی لایه نازک ادرار: برای الیگوساکاریدها مثبت است.

## درمان
ناشناخته.

## آزمون تشخیص قبل از تولد
بررسی آنزیم در آمنیوسیتهای کشت شده یا نمونه
پرز کوریونی.